# Álvaro de Laiglesia
Álvaro de Laiglesia González (San Sebastián, 9 de septiembre de 1922 - Mánchester, 1 de agosto de 1981) fue un escritor y humorista español.

## Biografía
Comienza su actividad como escritor humorístico en la revista La Ametralladora, que había sido fundada por Miguel Mihura. Tras colaborar con Flecha bajo los seudónimos de «El Condestable Azul», «Peribáñez» y «Alcaponen», pasó por el diario Informaciones.
Cuando contaba tan sólo dieciséis años de edad, Miguel Mihura le nombra redactor jefe de La Ametralladora. Al cerrarse La Ametralladora regresó a Madrid donde Víctor de la Serna le dio trabajo en Informaciones pero al poco se embarcó hacia La Habana, donde trabajó por poco tiempo. Al regresar a Madrid en 1942, Miguel Mihura le ofreció el puesto de redactor jefe de La Codorniz, que iba a ser la continuación de La Ametralladora. Estuvo en ese puesto poco tiempo porque su inquietud le hizo alistarse en la División Azul. De vuelta a Madrid, en 1943, recuperó su puesto de redactor jefe en La Codorniz. En 1944, Miguel Mihura vende la revista al Conde de Godó, quien le nombró director, cargo que ocuparía durante los siguientes treinta y tres años. Fue el autor del célebre lema «La revista más audaz para el lector más inteligente».
De su faceta como novelista, figuran algunos títulos de éxito en su momento, como Un náufrago en la sopa (1944), Todos los ombligos son redondos (1956), Yo soy Fulana de Tal (1963), Fulanita y sus menganos (1965) o Réquiem por una furcia (1970).
Para teatro colaboró con Mihura en El caso de la mujer asesinadita (1946), además de guiones para comedia en Televisión española, como Consultorio (1961), El tercer rombo (1966), Historias Naturales (1967-1968) o Animales racionales (1972), con Antonio Casal y Manolo Gómez Bur.

## Novelas
- Un náufrago en la sopa (1944)
- El baúl de los cadáveres (1948)
- La gallina de los huevos de plomo (1950)
- Se prohíbe llorar (1953)
- Sólo se mueren los tontos (1954)
- Dios le ampare, imbécil (1955)
- Todos los ombligos son redondos (1956)
- Más allá de tus narices (1958)
- ¡Qué bien huelen las señoras! (1958)
- En el cielo no hay almejas (1959)
- Te quiero, bestia (1960)
- Una pierna de repuesto (1960)
- Los pecados provinciales (1961)
- Tú también naciste desnudito (1961)
- Tachado por la censura (1962)
- Yo soy Fulana de Tal (1963)
- Libertad de risa (1963)
- Mundo, Demonio y Pescado (1964)
- Con amor y sin vergüenza (1964)
- Fulanita y sus menganos (1965)
- Racionales, pero animales (1966)
- Concierto en Sí amor (1967)
- Cada Juan tiene su Don (1967)
- Los que se fueron a la porra (1957)
- Se busca rey en buen estado (1968)
- Cuéntaselo a tu tía (1969)
- Nene, caca (1969)
- Réquiem por una furcia (1970)
- Mejorando lo presente (1971)
- Medio muerto nada más (1971)
- El sexy Mandamiento (1971)
- Tocata en ja (1972)
- Listo el que lo lea (1973)
- Es usted un mamífero (1974)
- Una larga y cálida meada (1975)
- Cuatro patas para un sueño (1975)
- El sobrino de Dios (1976)
- Tierra cachonda (1977)
- Se levanta la tapa de los sexos (1978)
- Los hijos de Pu (1979)
- Morir con las medias puestas (1980)
- La Codorniz sin jaula (1981)
- Mamá, teta (1981)